# La Chapelle-Longueville
Pour les articles homonymes, voir Longueville.
La Chapelle-Longueville est une commune nouvelle française créée le 1er janvier 2017 située dans le département de l'Eure en région Normandie.
Les anciennes communes de La Chapelle-Réanville, de Saint-Just et de Saint-Pierre-d'Autils sont alors devenues ses communes déléguées.

## Géographie

### Localisation
La Chapelle-Longueville est située dans la vallée de la Seine à environ 6 kilomètres au nord-ouest de Vernon.
Elle forme avec Saint-Marcel et Vernon une agglomération de plus de 30 000 habitants.

### Communes limitrophes
Les communes limitrophes sont  Houlbec-Cocherel, Mercey, Notre-Dame-de-l'Isle, Pressagny-l'Orgueilleux, Saint-Marcel, Saint-Pierre-de-Bailleul, Saint-Pierre-la-Garenne, Saint-Étienne-sous-Bailleul, Sainte-Colombe-près-Vernon et Villez-sous-Bailleul.

### Hydrographie
La commune est située dans le bassin Seine-Normandie. Elle est drainée par la Seine, le ruisseau de Saint-Ouen et divers autres petits cours d'eau,.
La Seine constitue la limite nord-est de la commune. Elle prend sa source à Source-Seine, en Côte-d'Or, sur le plateau de Langres, traverse le département avec de larges méandres dans sa partie nord-est et se jette dans la Manche entre Le Havre et Honfleur. 
Le ruisseau de Saint-Ouen marque la délimitation, au Goulet, de La Chapelle-Longueville et de Saint-Pierre-la-Garenne.
Trois plans d'eau complètent le réseau hydrographique : le plan d'eau 1 du Pré Gallet (1,67 ha), le plan d'eau 2 du Pré Gallet (0,72 ha) et le plan d'eau de la commune de la Chapelle-Réanville (1,9 ha),.

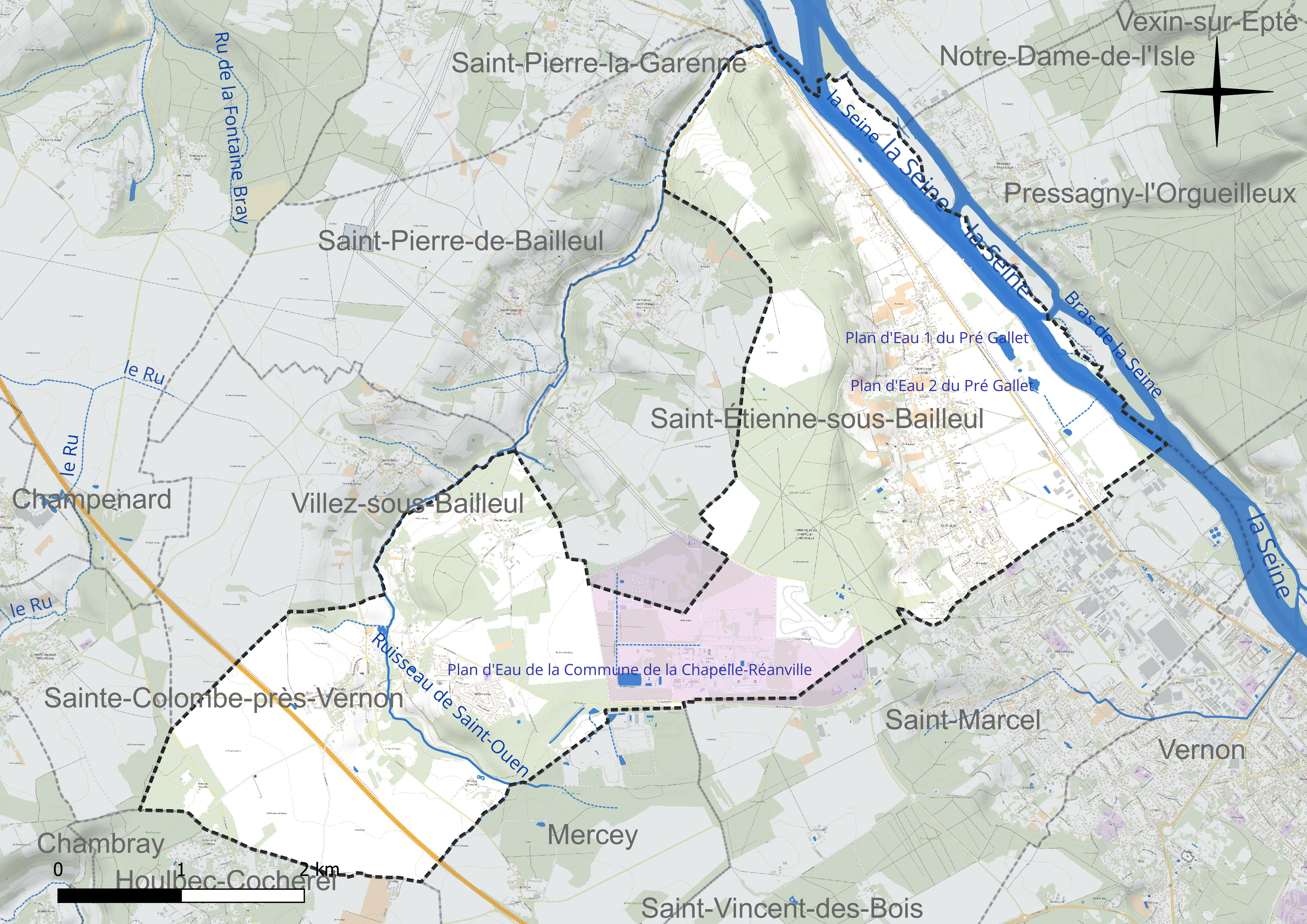
Réseau hydrographique de la Chapelle-Longueville.

### Climat
Pour des articles plus généraux, voir Climat de la Normandie et Climat de l'Eure.
En 2010, le climat de la commune est de type climat océanique dégradé des plaines du Centre et du Nord, selon une étude du CNRS s'appuyant sur une série de données couvrant la période 1971-2000. En 2020, Météo-France publie une typologie des climats de la France métropolitaine dans laquelle la commune est exposée à un climat océanique et est dans la région climatique Sud-ouest du bassin Parisien, caractérisée par une faible pluviométrie, notamment au printemps (120 à 150 mm) et un hiver froid (3,5 °C). Parallèlement le GIEC normand, un groupe régional d’experts sur le climat, différencie quant à lui, dans une étude de 2020, trois grands types de climats pour la région Normandie, nuancés à une échelle plus fine par les facteurs géographiques locaux. La commune est, selon ce zonage, exposée à un « climat des plateaux abrités », correspondant aux plaines agricoles de l’Eure, avec une pluviométrie beaucoup plus faible que dans la plaine de Caen en raison du double effet d’abri provoqué par les collines du Bocage normand et par celles qui s’étendent sur un axe du Pays d'Auge au Perche.
Pour la période 1971-2000, la température annuelle moyenne est de 10,9 °C, avec  une amplitude thermique annuelle de 14,2 °C. Le cumul annuel moyen de précipitations est de 694 mm, avec 11 jours de précipitations en janvier et 7,6 jours en juillet. Pour la période 1991-2020, la température moyenne annuelle observée sur la station météorologique la plus proche, située sur la commune de Muids à 17 km à vol d'oiseau, est de 12,0 °C et le cumul annuel moyen de précipitations est de 609,1 mm,. Pour l'avenir, les paramètres climatiques de la commune estimés pour 2050 selon différents scénarios d’émission de gaz à effet de serre sont consultables sur un site dédié publié par Météo-France en novembre 2022.

## Urbanisme

### Typologie
Au 1er janvier 2024, La Chapelle-Longueville est catégorisée bourg rural, selon la nouvelle grille communale de densité à 7 niveaux définie par l'Insee en 2022.
Elle appartient à l'unité urbaine de Vernon, une agglomération intra-départementale dont elle est une commune de la banlieue,. Par ailleurs la commune fait partie de l'aire d'attraction de Paris, dont elle est une commune de la couronne,.

### Habitat et logement
| Logements                                        | Nombre en 2008 | % en 2008 | nombre en 2013 | % en 2013 | nombre en 2019 | % en 2019 |
| ------------------------------------------------ | -------------- | --------- | -------------- | --------- | -------------- | --------- |
| Total                                            | 1 390          | 100 %     | 1 432          | 100 %     | 1 536          | 100 %     |
| Résidences principales                           | 1 274          | 91,6 %    | 1 291          | 90,2 %    | 1 328          | 86,4 %    |
| → Dont HLM                                       | 0              | 0 %       | 0              | 0 %       | 160            | 12,1 %    |
| Résidences secondaires et logements occasionnels | 50             | 3,6* %    | 53             | 3,7 %     | 56             | 3,6 %     |
| Logements vacants                                | 67             | 4,8 %     | 88             | 6,2 %     | 153            | 9,9* %    |
| Dont :                                           |                |           |                |           |                |           |
| → maisons                                        | 1 315          | 1 358 %   | 1 358          | 94,8 %    | 1 470          | 95,7 %    |
| → appartements                                   | 59             | 4,2 %     | 59             | 4,0 %     | 59             | 3,8 %     |

### Énergie
La création d'une centrale solaire de 17 ha est envisagée entre La Chapelle-Longueville et Mercey sur les terres du Syndicat mixte pour l’étude et le traitement des ordures ménagères de l’Eure (Setom), sur le sol occupé par les anciens casiers d’enfouissements de déchets de l’écoparc du Setom. Une enquête publique préalable à la délivrance du permis de construire a lieu en mai/juin 2023.
Cet équipement, s'il est réalisé, aurait une puissance totale d’environ 10 Mwc pour une production annuelle d’électricité estimée à 11 GWh.

## Toponymie
La commune nouvelle a pris le nom de la Chapelle-Longueville, pour rappeler La Chapelle-Réanville et Longueville, qui regroupait au Moyen Âge  Saint-Just et Saint-Pierre-d’Autils
La Chapelle est attesté sous les formes Capella en 1172, 1173 et 1178,, Capella de Gemeticis en 1370,, La Chapelle-Génevray jusqu'en 1844.
Le village de Longueville s’étendait du Goulet à Saint-Marcel en incluant le territoire de l'actuel Saint-Pierre-d'Autils et le hameau de Mestreville. Le nom de Longueville évoquait la structure du terroir en longueur au bord de la Seine.

## Histoire
À la suite de délibérations concordantes des conseils municipaux, le 12 juin à Saint-Just, le 14 à La Chapelle-Réanville et le 27 à Saint-Pierre-d’Autils, les trois communes ont demandé leur fusion sous le régime des communes nouvelles, afin de réaliser des économies et multiplier les projets communs, tout en augmentant leur poids dans l'intercommunalité. Seuls deux conseillers municipaux ont voté contre ce projet, à La Chapelle-Réanville.
La commune nouvelle est créée le 1er janvier 2017, et regroupe les communes de La Chapelle-Réanville, de Saint-Just et de Saint-Pierre-d'Autils, qui deviennent des communes déléguées,. Son chef-lieu se situe à Saint-Just.

## Politique et administration

### Rattachements administratifs et électoraux
La commune nouvelle se trouve dans le canton de Pacy-sur-Eure et l'arrondissement d'Évreux du département de l'Eure.
Pour l'élection des députés, elle fait partie de la cinquième circonscription de l'Eure.

### Intercommunalité
La  Chapelle-Longueville est membre de la communauté d'agglomération dénommée Seine Normandie Agglomération, créée le 1er janvier 2017 et qui succède à la communauté d'agglomération des Portes de l'Eure, dont étaient membres les anciennes communes constituant La  Chapelle-Longueville.

### Liste des maires
| Période       | Période        | Identité              | Étiquette    | Qualité                                                         |
| ------------- | -------------- | --------------------- | ------------ | --------------------------------------------------------------- |
| janvier 2017  | octobre 2018   | Jean-Michel Maureille | LR puis Agir | Entrepreneur Vice-président de SNA (2017 → 2018) Démissionnaire |
| février 2019, | printemps 2023 | Antoine Rousselet     | SE           | Entrepreneur Démissionnaire                                     |
| juin 2023     | En cours       | Karine Chérencey      | SE           |                                                                 |

### Communes déléguées
| Nom                   | Code Insee | Intercommunalité              | Superficie (km2) | Population (dernière pop. légale) | Densité (hab./km2) |
| --------------------- | ---------- | ----------------------------- | ---------------- | --------------------------------- | ------------------ |
| Saint-Just (siège)    | 27554      | Seine Normandie Agglomération | 4,44             | 1 306 (2014)                      | 294                |
| La Chapelle-Réanville | 27150      | Seine Normandie Agglomération | 8,07             | 1 119 (2014)                      | 139                |
| Saint-Pierre-d'Autils | 27588      | Seine Normandie Agglomération | 7,09             | 1 013 (2014)                      | 143                |

### Instances de démocratie participative
La création d'un conseil citoyen des enfants est engagée début 2023.

## Équipements et services publics

### Enseignement
Les enfants de la commune nouvelle sont scolarisés dans trois écoles, l’école Nina-Simone de Saint-Pierre-d’Autils, l'école Louis-Aragon et l'école Thomas Pesquet à Saint-Just.

### Culture
Une nouvelle bibliothèque municipale est installée depuis 2021 dans les locaux de la mairie de La Chapelle-Réanville, quittant donc la vieille maison où elle était implantée depuis 2010 et qui sera vendue. La bibliothèque fait partie du réseau des bibliothèques et dispose d'un fonds propre d’environ 1600 ouvrages et 1000 autres en échange ou en prêt.

### Santé
La municipalité souhaite la création d'une maison de santé dans un bâtiment communal existant au centre de Saint-Pierre-d'Autils, et a lancé un appel projets début 2023.

## Population et société

### Démographie
La population des anciennes communes puis de la commune nouvelle est connue par les recensements menés régulièrement par l'Insee. Ces chiffres concernent le territoire de l'actuelle commune nouvelle.
En 2025, la commune nouvelle comptait 3 283 habitants. 
| 1968  | 1975  | 1982  | 1990  | 1999  | 2008  | 2013  | 2019  |
| ----- | ----- | ----- | ----- | ----- | ----- | ----- | ----- |
| 1 478 | 2 264 | 2 769 | 2 825 | 3 347 | 3 459 | 3 414 | 3 338 |

### Vie associative
Aria (l’association pour la réflexion, l’information et l’animation) est une association créée à  la Chapelle-Réanville dans les années 1990 et qui contribue désormais à l'animation de la commune nouvelle.

## Économie
La Chapelle-Longueville accueille notamment le siège de CNPP, entreprise spécialisé dans la prévention des risques (incendie, cybersécurité, risques professionnels) qui accompagne les entreprises notamment en formant les salariés ou en organisant des essais de matériel (détecteur de fumée, coffre-fort), des inspections... sur son site de 143 ha créé en 1988.

## Culture locale et patrimoine

### Lieux et monuments

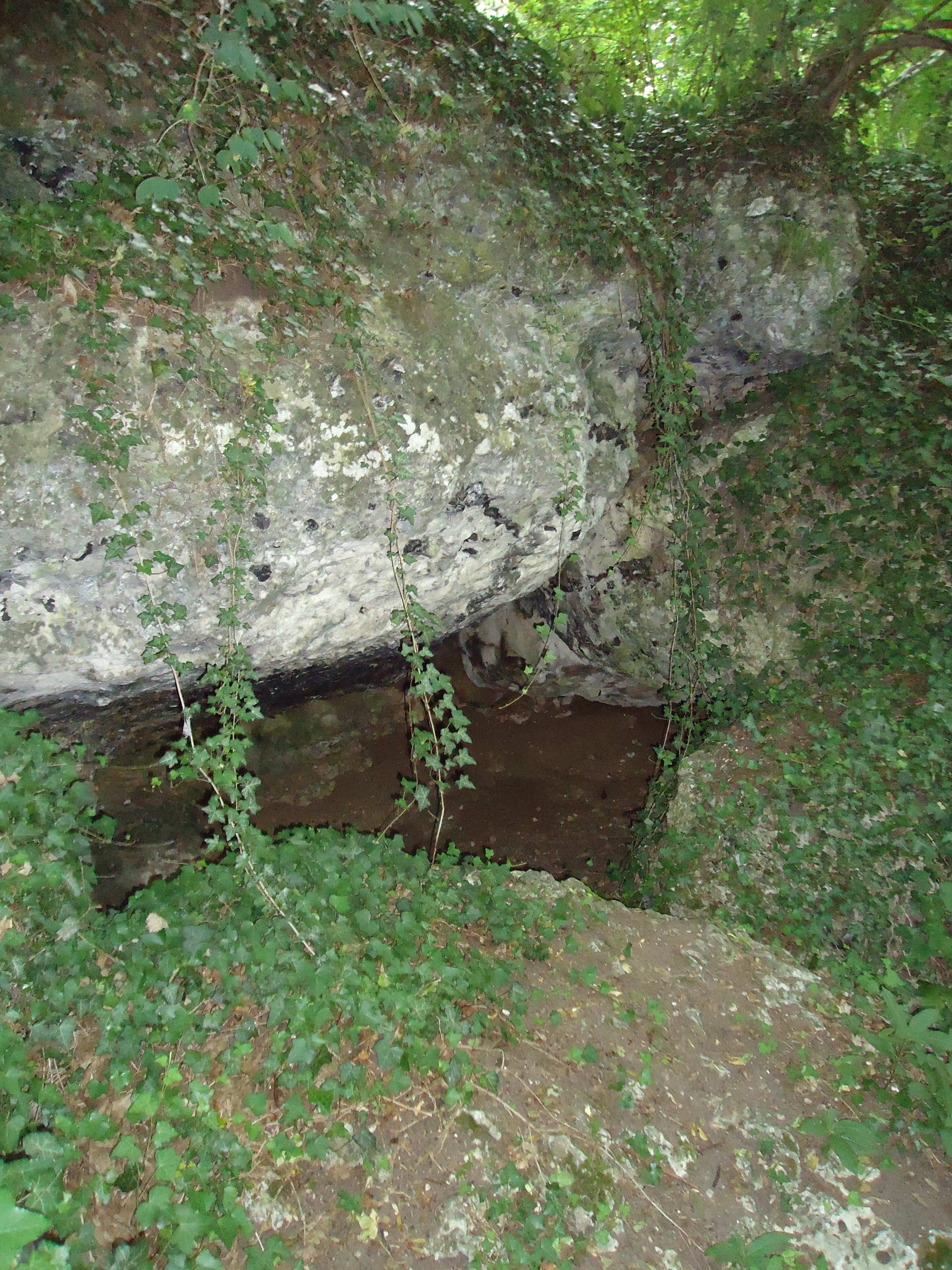
Entrée de l'abri sous roche de Mestreville.

- L'oppidum du Goulet, situé sur un promontoire, sur les hauteurs du hameau du Goulet à Saint-Pierre-d'Autils. 
Sa construction remonte à la période celtique et il est réutilisé à l'époque gallo-romaine, peut-être jusqu'au Ve ou VIe siècle. Sa superficie est de 10 hectares. Une levée de terre en forme d'arc de cercle d'environ 140 m de circonférence, est constituée d'un talus et d'un fossé à fond plat de 23 m de large et de 4 m de profondeur. Le rempart surplombe le fossé de plus de 12 mètres de haut. Deux ouvertures donnent accès à l'oppidum : une porte à ailes rentrantes à l'ouest et une brèche au sud-est[41].
- L'église Saint-Just[42].
- L'église Saint-Pierre, des XIIe et XIIIe siècles puis XVe siècle, XVIIe et XIXe siècles,  Classée MH (1909, Clocher : classement par arrêté du 9 septembre 1909)[43] à Saint-Pierre-d'Autils.
Elle est constituée d'une nef et d'un chœur rectangulaire. La nef est éclairée par des lancettes et une fenêtre à meneaux.
Elle renferme des vitraux du XVIe siècle : une Vierge à l'Enfant, saint Nicolas, l'Annonciation, ainsi qu'une tapisserie du XIXe siècle.
Le maître verrier messin Philippe Tisserand réalise cinq vitraux pour l'église et les pose en 1991. Le clocher et, notamment, sa flèche qui a été déposée à cette occasion, ont été restaurés[44] au cours d'un chantier qui s'est étalé d'avril 2018 à avril 2019.
- Église paroissiale Notre-Dame à la Chapelle-Réanville[45], édifice en pierre calcaire de la fin du XVe ou du début du XVIe siècle, au toit de tuiles plates et au clocher carré couvert d'ardoise à cheval sur le faîtage.
- Le château de Saint-Just,  Classé MH (1965, 1997)[46] construit à la fin du XVIe et au début du XVIIe siècle et racheté en 1805 par  le maréchal  Suchet, duc d'Albufera, qui le redécore et le remeuble de pièces fabriquées par des ébénistes, bronziers et horlogers réputés. Une partie de sa collection a été vendue aux enchères en 2023 par les nouveaux propriétaires[47]
Le parc du château, comprenant un miroir d'eau où se reflète l'édifice, une forêt, des sources et des bâtiments d'exploitation ainsi qu'une petite fabrique (un ancien atelier de peintres doté d'une vue remarquable sur la vallée de la Seine),  est désormais parfois ouvert au public[48].

- Le château du Rocher[49], démembrement du château de Saint-Just en 1829.
- Château de Froc-de-Launay[50].
- Ferme des XVIIe et XVIIIe siècles à Saint-Pierre-d'Autils[51].
- Les anciens lavoirs à Saint-Just, Saint-Pierre-d'Autils et à la Chapelle-Réanville.
- Les abris sous roche de Mestreville  Site classé (1928)[52],[53],[54],[55],[56]
Figure, parmi ces abris, l'abri du Mammouth (cadastre parcelle n° 194), datant du Néolithique, dont le découvreur est Alphonse-Georges Poulain.

### Viticulture
Saint-Pierre-d'Autils est une ancienne commune viticole. L’association In Cailloutin veritas, créée en 2020, a remis en culture une partie des coteaux, où des pieds de Baco noir, un ancien cépage de l'Eure, avaient survécu et des premières vendanges modernes  interviennent en 2021,.

### Personnalités liées à la commune
- Louis-Gabriel Suchet, duc d'Albufera (1770-1826), militaire français, élevé à la dignité de maréchal d'Empire par Napoléon en 1811, était propriétaire du château de Saint-Just. Il a financé l'une des cloches de l'église de Saint-Pierre-d'Autils, qui porte le nom de Louise Napoléonne[59]

- Casimir Delavigne (1793 - 1843 ), poète et dramaturge français, qui résidait antérieurement à Pressagny-l'Orgueilleux
- Alphonse-Georges Poulain (1875-1966), archéologue,  peintre, sculpteur et écrivain, français qui a donné son nom au musée de Vernon, habitait l'Ermitage à Saint-Pierre-d'Autils, une maison de vigneron construite en 1769 qui a abrité le premier musée archéologique du secteur.
- Louis-Émile Décorchemont (1851-1921), sculpteur, né à Saint-Pierre-d'Autils. Il a collaboré à la construction de l'hôtel de ville de Vernon et est l'auteur de la sculpture des Mobiles de l'Ardèche de la même ville. Par ailleurs il est co-auteur de la fontaine monumentale d'Évreux.
- Émile Appay (1876-1935), peintre français dont les paysages (huiles et aquarelles) sont dans le style des vedute, est né à Saint-Just.
- Nancy Cunard (1896-1965), fille du fondateur de la Cunard Line, écrivaine, rédactrice en chef, éditrice, militante politique, anarchiste et poétesse anglaise . Elle s'installe en 1927 à la Chapelle-Réanville dans une ferme qu’elle rebaptise « le Puits Carré » et où elle vit jusqu'à la veille de la Seconde Guerre mondiale.